# Departamento San Martín (Corrientes)
Das Departamento San Martín liegt im Osten der Provinz Corrientes im Nordosten Argentiniens und ist eine von 25 Verwaltungseinheiten der Provinz. 
Im Norden grenzt es an das Departamento Santo Tomé, im Osten, getrennt durch den Río Uruguay, an Brasilien und das Departamento General Alvear, im Süden an das Departamento Paso de los Libres und im Westen an das Departamento Mercedes.
Die Hauptstadt des Departamento San Martín  ist La Cruz. 

## Naturschutzgebiet
Ein großer Teil des Departamento gehört zum Naturreservat Esteros del Iberá, darunter auch der Ort Colonia Carlos Pellegrini, der Ausgangspunkt für die Erkundung des Reservats.

## Städte und Gemeinden
- Colonia Carlos Pellegrini
- Guaviraví
- La Cruz
- Yapeyú

## Geschichte
In Yapeyú befindet sich die Geburtsstätte des Generals José de San Martín, heute das Museo Sanmartiniano.